# Tournefortia rufosericea
Tournefortia rufosericea är en strävbladig växtart som beskrevs av Joseph Dalton Hooker. Tournefortia rufosericea ingår i släktet Tournefortia och familjen strävbladiga växter. Inga underarter finns listade i Catalogue of Life.